# Rainer Schönborn (Fußballspieler)
Rainer Schönborn (* 31. Dezember 1941) ist ein ehemaliger deutscher Fußballspieler, der 1966 für den 1. FC Union Berlin in der DDR-Oberliga, der höchsten Spielklasse im DDR-Fußball, aktiv war.

## Sportliche Laufbahn
Bis 1958 spielte Rainer Schönborn in der Juniorenmannschaft der Ost-Berliner Betriebssportgemeinschaft (BSG) Einheit Weißensee. Zur Spielzeit 1959 wechselte er zum Armeesportklub ASK Vorwärts Berlin, spielte auch dort noch bei Junioren, später in der Oberligareserve. 1961 kehrte Schönborn nach Weißensee zurück, wo er sich der viertklassigen BSG Motor anschloss. Dort spielte er Verteidiger und wurde auch in Spielen der Ost-Berliner Stadtauswahl eingesetzt.
Als die BSG Motor 1965 aus der Stadtliga abstieg, wechselte Schönborn zum zweitklassigen DDR-Ligisten TSC Berlin. Nachdem dessen Fußballsektion im Januar 1966 in den 1. FC Union umgewandelt worden war, kam Schönborn im März 1966 in dem Ligaspiel Stahl Eisenhüttenstadt – 1. FC Union (2:2) zu seinem Pflichtspieldebüt in der 1. Mannschaft. Es blieb sein einziger Einsatz, hauptsächlich spielte er 1965/66 mit der 2. Mannschaft wieder in der Stadtliga, mit der er Stadtmeister wurde. Die 1. Mannschaft schaffte gleichzeitig den Aufstieg in die Oberliga, wo Schönborn 1966/67 ebenfalls nur in einem Punktspiel (FC Carl Zeiss Jena – 1. FC Union (5:0) als Innenverteidiger aufgeboten wurde. Außerdem hatte er noch einmal bei dem Pokalspiel Union Berlin – Motor Köpenick (0:4) einen Auftritt in der 1. Mannschaft. Stattdessen blieb er bis 1969 weiter Stammspieler bei Union II. 1967 1969 wurde er mit der 2. Mannschaft noch einmal Stadtmeister.
Anschließend beendete Rainer Schönborn seine Laufbahn als aktiver Fußballspieler und begann beim 1. FC Union Berlin eine Karriere als Nachwuchstrainer.